# Sidney Hook
Sidney Hook (Brooklyn, 20 dicembre 1902 – Stanford, 12 luglio 1989) è stato un filosofo statunitense. Fu un pragmatista e la sua vita di intellettuale fu caratterizzata da un costante impegno politico.

## Biografia
Nato da Jennie e Issac Hook, due immigrati ebrei austriaci, quando frequentava il liceo fu sostenitore del Socialist Party of America di Eugene Victor Debs. Si laurea presso il City College di New York nel 1923, e conclude il dottorato presso la Columbia University nel 1927 studiando con il filosofo pragmatista John Dewey. Dopo gli studi lavora presso la New York University fino al 1972, data del suo ritiro. Dal 1948 al 1969 fu a capo del Dipartimento di Filosofia.
Durante l'inizio della sua carriera Hook è un esperto dell'opera di Karl Marx e si definisce marxista. Nel 1929 visita Mosca e descrive in maniera entusiastica l'Unione Sovietica. Nel 1932 sostiene il Partito Comunista degli Stati Uniti d'America durante la candidatura di William Z. Foster a Presidente degli Stati Uniti. Tuttavia, Hook ruppe con il movimento comunista internazionale nel 1933, ritenendo le sue politiche responsabili dell'ascesa del nazismo in Germania. In particolare accusò Stalin di anteporre "i bisogni dello Stato russo" agli interessi della rivoluzione mondiale.
Hook rimase comunque attivo nella sinistra durante la Grande depressione. Fu tra i principali membri dell'American Workers Party di Abraham Muste. Alla fine degli anni '30 aiutò Trotsky durante i lavori della Commissione Dewey, che indagava sulle accuse staliniane rivolte a Trotsky durante i Processi di Mosca. Le Grandi purghe contribuirono ad alimentare la critica di Hook nei confronti del socialismo reale. Nel 1939, Hook formò il Comitato per la libertà culturale (Committee for Cultural Freedom), un'organizzazione che durò pochi anni e che aveva lo scopo di opporsi ai totalitarismi di destra e di sinistra. Durante gli anni della Guerra fredda Hook fu un deciso anticomunista anche se continuò per tutta la vita a dichiararsi socialista democratico.
Tra la fine degli anni '40 e l'inizio degli anni '50 collaborò con alcune organizzazioni americane per la libertà intellettuale tra cui l'Associazione per la libertà della cultura (Congress for Cultural Freedom), fondata dalla CIA, le quali agivano su molti fronti tra i quali c'era quello di dissuadere liberali e intellettuali di sinistra dal collaborare con l'Unione Sovietica. Durante gli anni '60 Hook fu tra i critici della New Left. Alla fine della sua carriera, tra gli anni '70 e '80, collaborò con la conservatrice Hoover Institution a Stanford in California. Il 23 maggio del 1985 Hook riceve la Medaglia presidenziale della libertà (Presidential Medal of Freedom) dal Presidente Ronald Reagan.

## Opere
- The Metaphysics of Pragmatism (1927)
- Towards the Understanding of Karl Marx: A Revolutionary Interpretation (1933)
- The Meaning of Marx (edited collection, 1934)
- From Hegel to Marx (1936)
- John Dewey: An Intellectual Portrait (1939)
- Reason, Social Myths, and Democracy (1940)
- The Hero in History (1943)
- Education for Modern Man (1946)
- John Dewey: Philosopher of Science and Freedom (editor, 1950)
- Heresy, Yes; Conspiracy, No (1953)
- Marx and the Marxists: The Ambiguous Legacy (1955)
- Common Sense and the Fifth Amendment (1957)
- Political Power and Personal Freedom (1959)
- The Quest for Being, and Other Studies in Naturalism and Humanism (1961)
- The Paradoxes of Freedom (1963)
- The Place of Religion in a Free Society (1968)
- Academic Freedom and Academic Anarchy (1970)
- Pragmatism and the Tragic Sense of Life (1974)
- Marxism and Beyond (1983)
- Out of Step (1987)
- Convictions (1990)

## Traduzioni
- Il materialismo dialettico come filosofia di stato, Associazione italiana per la libertà della cultura, Roma 1954.
- Marx e i marxisti, Opere nuove, Roma 1958.
- Da Hegel a Marx. Studi sullo sviluppo intellettuale di Karl Marx, Sansoni, Firenze 1972.